# Mouvement national des serviteurs des masses
Pour les articles homonymes, voir Mouvement national.
Le Mouvement national des serviteurs des masses (MNSM) est un parti politique sénégalais, dirigé par Aliou Seck.

## Histoire
Il a été créé officiellement le 12 mars 1998, à partir du Mouvement national des masses populaires sénégalaises (MNMPS), fondé en 1994.

## Orientation
C'est un parti de gauche.
Le MNSM a pour objectifs « d'instaurer au Sénégal un régime politique, social, culturel et économique qui donne tout le pouvoir politique et toute l'économie aux masses populaires sénégalaises ».

## Symboles
La couleur noire ainsi qu'une ronde de six étoiles jaunes sont ses symboles.

## Organisation
Son siège est à Diourbel